# 1932 (szám)
Az 1932 (római számmal: MCMXXXII) az 1931 és 1933 között található természetes szám.

## A matematikában
A tízes számrendszerbeli 1932-es a kettes számrendszerben 11110001100, a nyolcas számrendszerben 3614, a tizenhatos számrendszerben 78C alakban írható fel.
Az 1932 páros szám, összetett szám. Kanonikus alakja 22 · 31 · 71 · 231, normálalakban az 1,932 · 103 szorzattal írható fel. Huszonnégy osztója van a természetes számok halmazán, ezek növekvő sorrendben: 1, 2, 3, 4, 6, 7, 12, 14, 21, 23, 28, 42, 46, 69, 84, 92, 138, 161, 276, 322, 483, 644, 966 és 1932.
Az 1932 két szám valódiosztóösszeg-függvényeként áll elő, ezek az 1876 és az 1931².